# جون كولبيرسون
جون أبني كولبيرسون ولد يوم 24 أوت 1956 و هو محامٍ وسياسي أمريكي خدم في مجلس النواب الأمريكي من عام 2001 إلى عام 2019.خدم في أجزاء كبيرة من غرب هيوستن و مقاطعة هاريس المحيطة. في حملة إعادة إنتخابه سنة 2018، هُزم من قبلالديمقرتطية ليزي فليتشر. بعد ذلك بدأ العمل كعضو في جماعة الضغط.